# أهيم بروحي على الرابية (قصيدة)
أهيم بروحي على الرابية أو «إلى المروتين» قصيدة تمتزج فيها المشاعر الدينية والوطنية نظمها الشاعر السعودي طاهر زمخشري، ونشرها في ديوانه «أغاريد الصحراء» عام 1958م/1377هـ، وغنّاها أولاً طارق عبد الحكيم، ثم غناها عدد من الفنانين.

## قصة القصيدة
روت ابتسام زمخشري صغرى بنات الشاعر أنه قال لها عن قصة نظمه للقصيدة: «كنت في مصر تلك الأيام مشغولاً بطباعة أحد دواويني الشعرية وكنت في دعوة لتناول طعام الغداء عند المذيعة الأستاذة همت مصطفي وعند بداية الطعام قالت همت يا جماعة كل سنة وأنتم طيبين لقد أعلن في السعودية اليوم غرة شهر ذي الحجة. في تلك اللحظة شعرت بغصة وألم استأذنت وخرجت مهرولًا إلى الشارع أمشي في الطرقات ولا أدري إلى أين، أنا تعودت أن أكون دائمًا في الجبال المقدسة في مكة الكرمة، ولا أدري إلا وأنا في حديقة الحيوانات، أذرف الدمع السخين وكتبت يا ابنتي تلك القصيدة بدموع ساخنة وحرقة لأنني بعيد عن مكة، ولارتباطي مع المطبعة لم أستطع السفر».

## غناء القصيدة
اختار الملحن طارق عبد الحكيم من القصيدة 12 بيتًا من أصل 24 بيت ولحنها على «الدانة الحجازية»، وذكر طاهر زمخشري في كلمته ليلة تكريم الموسيقار طارق عبد الحكيم في اثنينية عبد المقصود خوجة 19 رجب 1403هـ، فقال: «في خمسينات القرن العشرين، ومع تأسيس الإذاعة السعودية، جاء الموسيقار طارق عبد الحكيم من الطائف مع فرقة الجيش الموسيقية لتقديم موسيقات صامتة للإذاعة حيث لم يكن هناك سوى موسيقات غربية جاءتنا مع الإستديوهات. كان في يدي ديواني "أغاريد الصحراء" فقلت له خذ يا أبا سلطان هذا ديوان اختر منه ما تريد، "ع الواقف" فاختار أغنية أهيم بروحي على الرابية وعند المطاف وفي المروتين. فإذا كنت أنا أفاخر أو أعتز بأن لي مشواراً في الفن، فأكبر اعتزازي بطارق عبد الحكيم وأهيم بروحي على الرابية، لأني في مرة ما، استمعت إليها من أكثر من 15 إذاعة في أيام الحج».

## روابط خارجية
- الاوركسترا السعودية والكورال : أهيم بروحي على الرابية
- المروتين - من روائع الزمخشري الوطنية / بصوت الفنان الراحل طارق عبد الحكيم
- عبادي الجوهر - أهيم بروحي على الرابية | مهرجان الغناء بالفصحى الرياض 2022